# Liu Shiwen
Liu Shiwen (Liaoning, 12 de abril de 1991) é uma mesa-tenista profissional chinesa, campeã olímpica.

## Carreira

### Rio 2016
Liu Shiwen por equipes conquistou a medalha de ouro, com Ding Ning e Li Xiaoxia.